# 安德烈亚斯·拉松 (侍酒师)
安德烈亚斯·拉松（瑞典語：Andreas Larsson；1972年3月18日—），瑞典南部PM&Vänner酒店的侍酒师，於2008年获得“世界最佳侍酒师”称号。

## 平生
16岁时，安德烈亚斯·拉松'进入酒店学校学习厨藝。毕业后，从事了7年厨师生涯。於1996年，在法国旅游时，发现了勃艮第产区和罗讷河谷产区的葡萄园。15年来，他一直积极地投身于葡萄酒行业。

## 获奖记录
- 2001, 2002 和2003年 – 瑞典最佳侍酒师
- 2002年 – 北欧国家最佳侍酒师
- 2004年 – 欧洲最佳侍酒师
- 2007年 – 世界最佳侍酒师